# Ribociclib
Ribociclib, comercializado sob a marca Kisqali, é um medicamento inibidor da ciclina D1/CDK4 e CDK6 usado no tratamento de alguns tipos de cancro da mama. Está também a ser estudado como tratamento para outros tipos de cancro resistentes a fármacos. Foi desenvolvido pela Novartis e Astex Pharmaceuticals.